# Begraafplaats van Villers-Guislain
De Begraafplaats van Villers-Guislain is een gemeentelijke begraafplaats in de Franse gemeente Villers-Guislain in het Noorderdepartement. De begraafplaats ligt aan de rand van het dorp op 480 m ten noordwesten van het dorpscentrum (Église Saint-Géry). Ze heeft een rechthoekig grondplan met een oppervlakte van ruim 4.500 m² en wordt begrensd door een haag. Aan de straatzijde leidt een trap met een zevental opwaartse treden via een open toegang naar het centrale pad van de begraafplaats.
In de westelijke hoek van de begraafplaats ligt een perceel met Britse gesneuvelden uit de Eerste Wereldoorlog. 

## Britse oorlogsgraven
Het perk met de gesneuvelden werd ontworpen door William Cowlishaw. Het heeft een L-vormig grondplan met een oppervlakte van 202 m² en wordt omsloten door een haag. Het Cross of Sacrifice staat in de westelijke hoek.
Er liggen 51 Britten begraven waaronder 7 niet geïdentificeerde. Voor 18 slachtoffers werden Special Memorials opgericht omdat hun graven door artillerievuur werden vernietigd en niet meer teruggevonden.
De graven worden onderhouden door de Commonwealth War Graves Commission en staan er geregistreerd onder Villers-Guislain Communal Cemetery.